# 르나르 시리즈
르나르 시리즈(Renard series)는 1에서 10 사이의 간격을 5, 10, 20, 40단계로 나누는 표준수 시스템이다. 이 표준수 집합은 약 1877년 프랑스군 공병대 대령 샤를 르나르에 의해 제안되었으며 1886년 계류 기구 부대를 위한 지침서에 게재된 것으로 알려져 1920년대에 현재의 이름을 얻었다. 그의 시스템은 1949년 ISO에 의해 채택되어 1953년 또는 1954년에 처음 발행된 ISO 권고 R3을 형성했으며, 이는 국제 표준 ISO 3으로 발전했다.
르나르 시리즈에서 연속된 두 숫자 사이의 계수는 대략 일정하며(반올림 전), 즉 10의 5제곱근, 10제곱근, 20제곱근 또는 40제곱근(각각 약 1.58, 1.26, 1.12, 1.06)이며, 이는 등비수열로 이어진다. 이 방식으로 임의의 숫자를 가장 가까운 르나르 숫자에 10의 적절한 거듭제곱을 곱한 값으로 대체할 경우 최대 상대 오차가 최소화된다. 르나르 시리즈 숫자의 한 가지 적용 분야는 전기 퓨즈의 정격 전류이다. 또 다른 일반적인 용도는 커패시터의 전압 정격이다 (예: 100 V, 160 V, 250 V, 400 V, 630 V).

1-2-5, 르나르 및 f-스톱 시리즈의 표준 숫자를 40개의 동일한 간격으로 나눈 로그 스케일에서 비교 (파란색)

## 기본 시리즈
가장 기본적인 R5 시리즈는 10의 5제곱근의 거듭제곱으로 이루어진 다음 다섯 가지 반올림된 숫자로 구성되며, 두 자리로 반올림된다. 르나르 숫자는 이론적인 등비수열에 가장 가까운 세 자리 숫자로 항상 반올림되지 않는다.
R5: 1.00 1.60 2.50 4.00 6.30

## 예시
- 어떤 설계 제약으로 인해 기기 내 두 개의 나사가 32mm에서 55mm 사이에 배치되어야 한다고 가정하면, 결과 길이는 40mm가 되는데, 이는 4가 R5 표준 숫자 시리즈에 있기 때문이다.
- 길이가 대략 15mm에서 300mm 사이인 못 세트를 생산해야 하는 경우, R5 시리즈를 적용하면 16mm, 25mm, 40mm, 63mm, 100mm, 160mm, 250mm 길이의 못 제품군이 생긴다.
- 전통적인 영국 와인 통 크기가 미터법으로 전환되었다면, 런들렛 (18 갤런, 약 68리터), 배럴 (31.5갤런, 약 119리터), 티어스 (42갤런, 약 159리터), 혹스헤드 (63갤런, 약 239리터), 펀천 (84갤런, 약 318리터), 버트 (126갤런, 약 477리터), 그리고 턴 (252갤런, 약 954리터)은 각각 63 (또는 R″5에 따르면 60), 100, 160 (또는 150), 250, 400, 630 (또는 600), 1000 리터가 되었을 수 있다.

## 대체 시리즈
더 정밀한 해상도가 필요한 경우, 원래 R5 숫자 각각 뒤에 또 다른 다섯 개의 숫자가 추가되어 R10 시리즈가 된다. 이 숫자들은 0.05의 배수로 반올림된다. 더 정밀한 등급이 필요한 경우, R20, R40, R80 시리즈를 적용할 수 있다. R20 시리즈는 일반적으로 0.05의 배수로 반올림되며, R40 및 R80 값은 10의 80제곱근의 거듭제곱이 정확히 반올림된 것이 아니라 R20 값 사이를 보간한다. 아래 표에서 추가 R80 값은 "R80 add'l" 열의 R40 값 오른쪽에 기재되어 있다. R40 숫자 3.00과 6.00은 더 둥근 숫자를 제공하기 위해 보간법으로 "되어야 할" 값보다 높다.
일부 응용 분야에서는 더 반올림된 값이 바람직하다. 이는 일반 시리즈의 숫자가 비현실적으로 높은 정확도를 의미하거나 (예: 기어의 톱니 수) 정수 값이 필요하기 때문이다. 이러한 요구를 위해 ISO 3에 르나르 시리즈의 더 반올림된 버전이 정의되어 있다. 아래 표에서 덜 반올림된 값과 다른 반올림된 값은 굵게 표시되어 있다.
| 가장 적게 반올림됨 | 가장 적게 반올림됨 | 가장 적게 반올림됨 | 가장 적게 반올림됨 | 가장 적게 반올림됨 |
| R5                 | R10                | R20                | R40                | R80 추가           |
| ------------------ | ------------------ | ------------------ | ------------------ | ------------------ |
| 1.00               | 1.00               | 1.00               | 1.00               | 1.03               |
| 1.00               | 1.00               | 1.00               | 1.06               | 1.09               |
| 1.00               | 1.00               | 1.12               | 1.12               | 1.15               |
| 1.00               | 1.00               | 1.12               | 1.18               | 1.22               |
| 1.00               | 1.25               | 1.25               | 1.25               | 1.28               |
| 1.00               | 1.25               | 1.25               | 1.32               | 1.36               |
| 1.00               | 1.25               | 1.40               | 1.40               | 1.45               |
| 1.00               | 1.25               | 1.40               | 1.50               | 1.55               |
| 1.60               | 1.60               | 1.60               | 1.60               | 1.65               |
| 1.60               | 1.60               | 1.60               | 1.70               | 1.75               |
| 1.60               | 1.60               | 1.80               | 1.80               | 1.85               |
| 1.60               | 1.60               | 1.80               | 1.90               | 1.95               |
| 1.60               | 2.00               | 2.00               | 2.00               | 2.06               |
| 1.60               | 2.00               | 2.00               | 2.12               | 2.18               |
| 1.60               | 2.00               | 2.24               | 2.24               | 2.30               |
| 1.60               | 2.00               | 2.24               | 2.36               | 2.43               |
| 2.50               | 2.50               | 2.50               | 2.50               | 2.58               |
| 2.50               | 2.50               | 2.50               | 2.65               | 2.72               |
| 2.50               | 2.50               | 2.80               | 2.80               | 2.90               |
| 2.50               | 2.50               | 2.80               | 3.00               | 3.07               |
| 2.50               | 3.15               | 3.15               | 3.15               | 3.25               |
| 2.50               | 3.15               | 3.15               | 3.35               | 3.45               |
| 2.50               | 3.15               | 3.55               | 3.55               | 3.65               |
| 2.50               | 3.15               | 3.55               | 3.75               | 3.87               |
| 4.00               | 4.00               | 4.00               | 4.00               | 4.12               |
| 4.00               | 4.00               | 4.00               | 4.25               | 4.37               |
| 4.00               | 4.00               | 4.50               | 4.50               | 4.62               |
| 4.00               | 4.00               | 4.50               | 4.75               | 4.87               |
| 4.00               | 5.00               | 5.00               | 5.00               | 5.15               |
| 4.00               | 5.00               | 5.00               | 5.30               | 5.45               |
| 4.00               | 5.00               | 5.60               | 5.60               | 5.75               |
| 4.00               | 5.00               | 5.60               | 6.00               | 6.15               |
| 6.30               | 6.30               | 6.30               | 6.30               | 6.50               |
| 6.30               | 6.30               | 6.30               | 6.70               | 6.90               |
| 6.30               | 6.30               | 7.10               | 7.10               | 7.30               |
| 6.30               | 6.30               | 7.10               | 7.50               | 7.75               |
| 6.30               | 8.00               | 8.00               | 8.00               | 8.25               |
| 6.30               | 8.00               | 8.00               | 8.50               | 8.75               |
| 6.30               | 8.00               | 9.00               | 9.00               | 9.25               |
| 6.30               | 8.00               | 9.00               | 9.50               | 9.75               |
| 10.0               | 10.0               | 10.0               | 10.0               | —                  |

| 중간 반올림 | 중간 반올림 | 중간 반올림 |
| R′10        | R′20        | R′40        |
| ----------- | ----------- | ----------- |
| 1.00        | 1.00        | 1.00        |
| 1.00        | 1.00        | 1.05        |
| 1.00        | 1.10        | 1.10        |
| 1.00        | 1.10        | 1.20        |
| 1.25        | 1.25        | 1.25        |
| 1.25        | 1.25        | 1.30        |
| 1.25        | 1.40        | 1.40        |
| 1.25        | 1.40        | 1.50        |
| 1.60        | 1.60        | 1.60        |
| 1.60        | 1.60        | 1.70        |
| 1.60        | 1.80        | 1.80        |
| 1.60        | 1.80        | 1.90        |
| 2.00        | 2.00        | 2.00        |
| 2.00        | 2.00        | 2.10        |
| 2.00        | 2.20        | 2.20        |
| 2.00        | 2.20        | 2.40        |
| 2.50        | 2.50        | 2.50        |
| 2.50        | 2.50        | 2.60        |
| 2.50        | 2.80        | 2.80        |
| 2.50        | 2.80        | 3.00        |
| 3.20        | 3.20        | 3.20        |
| 3.20        | 3.20        | 3.40        |
| 3.20        | 3.60        | 3.60        |
| 3.20        | 3.60        | 3.80        |
| 4.00        | 4.00        | 4.00        |
| 4.00        | 4.00        | 4.20        |
| 4.00        | 4.50        | 4.50        |
| 4.00        | 4.50        | 4.80        |
| 5.00        | 5.00        | 5.00        |
| 5.00        | 5.00        | 5.30        |
| 5.00        | 5.60        | 5.60        |
| 5.00        | 5.60        | 6.00        |
| 6.30        | 6.30        | 6.30        |
| 6.30        | 6.30        | 6.70        |
| 6.30        | 7.10        | 7.10        |
| 6.30        | 7.10        | 7.50        |
| 8.00        | 8.00        | 8.00        |
| 8.00        | 8.00        | 8.50        |
| 8.00        | 9.00        | 9.00        |
| 8.00        | 9.00        | 9.50        |
| 10.0        | 10.0        | 10.0        |

| 가장 많이 반올림됨 | 가장 많이 반올림됨 | 가장 많이 반올림됨 | 가장 많이 반올림됨 |
| R″5                | R″10               | R″20               | —                  |
| ------------------ | ------------------ | ------------------ | ------------------ |
| 1.0                | 1.0                | 1.0                | —                  |
| 1.0                | 1.0                | 1.0                | —                  |
| 1.0                | 1.0                | 1.1                | —                  |
| 1.0                | 1.0                | 1.1                | —                  |
| 1.0                | 1.2                | 1.2                | —                  |
| 1.0                | 1.2                | 1.2                | —                  |
| 1.0                | 1.2                | 1.4                | —                  |
| 1.0                | 1.2                | 1.4                | —                  |
| 1.5                | 1.5                | 1.6                | —                  |
| 1.5                | 1.5                | 1.6                | —                  |
| 1.5                | 1.5                | 1.8                | —                  |
| 1.5                | 1.5                | 1.8                | —                  |
| 1.5                | 2.0                | 2.0                | —                  |
| 1.5                | 2.0                | 2.0                | —                  |
| 1.5                | 2.0                | 2.2                | —                  |
| 1.5                | 2.0                | 2.2                | —                  |
| 2.5                | 2.5                | 2.5                | —                  |
| 2.5                | 2.5                | 2.5                | —                  |
| 2.5                | 2.5                | 2.8                | —                  |
| 2.5                | 2.5                | 2.8                | —                  |
| 2.5                | 3.0                | 3.0                | —                  |
| 2.5                | 3.0                | 3.0                | —                  |
| 2.5                | 3.0                | 3.5                | —                  |
| 2.5                | 3.0                | 3.5                | —                  |
| 4.0                | 4.0                | 4.0                | —                  |
| 4.0                | 4.0                | 4.0                | —                  |
| 4.0                | 4.0                | 4.5                | —                  |
| 4.0                | 4.0                | 4.5                | —                  |
| 4.0                | 5.0                | 5.0                | —                  |
| 4.0                | 5.0                | 5.0                | —                  |
| 4.0                | 5.0                | 5.5                | —                  |
| 4.0                | 5.0                | 5.5                | —                  |
| 6.0                | 6.0                | 6.0                | —                  |
| 6.0                | 6.0                | 6.0                | —                  |
| 6.0                | 6.0                | 7.0                | —                  |
| 6.0                | 6.0                | 7.0                | —                  |
| 6.0                | 8.0                | 8.0                | —                  |
| 6.0                | 8.0                | 8.0                | —                  |
| 6.0                | 8.0                | 9.0                | —                  |
| 6.0                | 8.0                | 9.0                | —                  |
| 10                 | 10                 | 10                 | —                  |

르나르 숫자는 10배의 스케일 변화마다 반복되므로 SI 단위와 함께 사용하기에 특히 적합하다. 르나르 숫자를 미터나 밀리미터와 함께 사용해도 차이가 없다. 하지만, 예를 들어 인치와 피트를 모두 사용하여 두 개의 호환되지 않는 잘 배열된 치수 세트를 만들지 않으려면 적절한 숫자 기준을 사용해야 한다. 인치와 피트의 경우 12의 거듭제곱근이 바람직할 것이다. 즉, n은 주요 단계 크기 12 내에서 원하는 분할 수를 나타내는 n√12이다. 비슷하게, 2, 8 또는 16의 기준은 컴퓨터 과학에서 흔히 발견되는 이진 단위와 잘 맞을 것이다.
각 르나르 수열은 시리즈에서 n번째 값을 취함으로써 부분 집합으로 축소될 수 있으며, 이는 슬래시 뒤에 숫자 n을 추가하여 표시된다. 예를 들어, "R10″/3 (1…1000)"은 1에서 1000까지의 R″10 시리즈에서 세 번째 값마다 구성된 시리즈를 나타낸다. 즉, 1, 2, 4, 8, 15, 30, 60, 120, 250, 500, 1000이다.
일반적인 원본 시리즈를 이렇게 좁히는 것은 시리즈를 심화하고 엄격하고 간단한 공식으로 재정의하는 반대 아이디어를 가져온다. 선택된 시리즈의 시작이 더 높게 보듯이, {1, 2, 4, 8, ...} 시리즈는 이진법으로 정의될 수 있다. 이는 R10 시리즈가 R10 ≈ bR3 = 3√2n으로 공식화될 수 있음을 의미하며, 일종의 주기성 때문에 R10의 9개 값만 생성된다. 이런 방식으로 반올림은 제거되며, 첫 번째 주기의 3개 값은 2를 곱하여 반복된다. 그러나 일반적인 단점은 이러한 곱셈의 천 단위 제품이 약간 이동한다는 것이다. 십진법 1000 대신 IT 분야에서 고전적으로 나타나는 이진법 1024가 나타난다. 장점은 이제 특성이 완전히 유효하며, 어떤 값에 2를 곱해도 시리즈의 구성원이 되므로 모든 반올림이 효과적으로 제거된다는 것이다. R10에서도 2를 곱하여 다른 구성원을 얻을 수 있지만, 긴 분수 숫자는 R10의 정확도를 복잡하게 만든다.

## 같이 보기
- 표준수
- 선호 미터 크기
- 1-2-5 시리즈
- E 시리즈 (표준수)
- 로그
- 데시벨
- 네퍼
- 폰
- 공칭 파이프 크기 (NPS)
- 등비수열

| 이전 ISO 2 | ISO 목록 | 다음 ISO 4 |

| 이전 ISO 16 | ISO 목록 | 다음 ISO 18 |

## 더 읽어보기
- Hirshfeld, Clarence Floyd; Berry, C. H. (1922년 12월 4일). 《Size Standardization by Preferred Numbers》. 《Mechanical Engineering》 44 (New York, USA: The American Society of Mechanical Engineers). 791–쪽.
- Hazeltine, Louis Alan (January 1927) [December 1926]. 《Preferred Numbers》. 《Proceedings of the Institute of Radio Engineers》 14 (Institute of Radio Engineers (IRE)). 785–787쪽. doi:10.1109/JRPROC.1926.221089. ISSN 0731-5996.
- Van Dyck, Arthur F. (February 1936). 《Preferred Numbers》. 《Proceedings of the Institute of Radio Engineers》 24 (Institute of Radio Engineers (IRE)). 159–179쪽. doi:10.1109/JRPROC.1936.228053. ISSN 0731-5996. S2CID 140107818.
- Van Dyck, Arthur F. (March 1951) [February 1951]. 《Preferred Numbers》. 《Proceedings of the IRE》 39 (Institute of Radio Engineers (IRE)). 115쪽. doi:10.1109/JRPROC.1951.230759. ISSN 0096-8390.
- 《ISO 497:1973-05 - Guide to the choice of series of preferred numbers and of series containing more rounded values of preferred numbers》. International Standards Organization (ISO). May 1973. 2017년 11월 2일에 원본 문서에서 보존된 문서. 2017년 11월 2일에 확인함. (Replaced: 《ISO Recommendation R497-1966 - Preferred Numbers - Guide to the Choice of Series of Preferred Numbers and of Series Containing More Rounded Values of Preferred Numbers》. 1966.)
- Tuffentsammer, Karl; Schumacher, P. (1953). 《Normzahlen – die einstellige Logarithmentafel des Ingenieurs》 [Preferred numbers - the engineer's single-digit logarithm table]. 《Werkstattechnik und Maschinenbau》 (독일어) 43. 156쪽.
- Tuffentsammer, Karl (1956). 《Das Dezilog, eine Brücke zwischen Logarithmen, Dezibel, Neper und Normzahlen》 [The decilog, a bridge between logarithms, decibel, neper and preferred numbers]. 《VDI-Zeitschrift》 (독일어) 98. 267–274쪽.